# Joseph Marienstadion

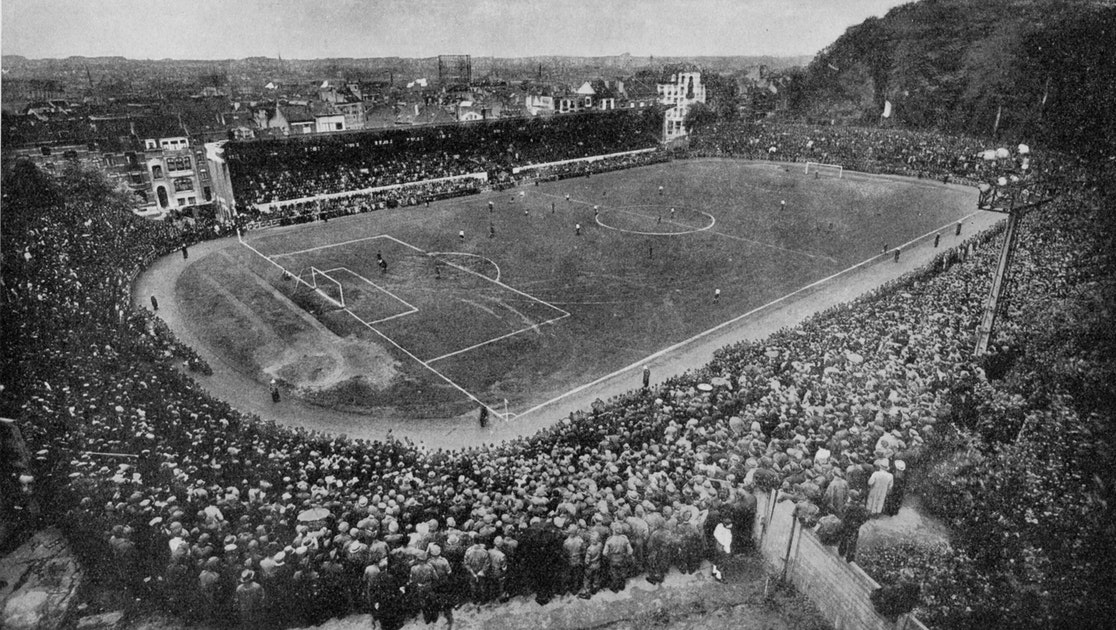
Een match Union-Daring in de jaren 1930

Het Joseph Marienstadion (Frans: Stade Joseph Marien) is een voetbalstadion in de Belgische gemeente Vorst. Het is de thuishaven van de Brusselse voetbalploeg Union Sint-Gillis. In de hoogtijdagen van die club had het stadion een capaciteit van 44.000 plaatsen. Sinds 2018 kunnen er 8.081 toeschouwers binnen. Met de gesloten uitvakken zijn er in theorie 9.400 plaatsen. Het stadion ligt in het beschermde Dudenpark en heeft een eretribune die ook geklasseerd erfgoed is.

## Beschrijving
De tribunes van het Joseph Marienstadion liggen in de vorm van een kuip tegen de flanken van het Dudenpark. Ze zijn niet overdekt. De halfronde zijtribunes hebben zitplaatsen, de lange oosttribune heeft staanplaatsen. Ertegenover, langs de Brusselsesteenweg, ligt de hoofdtribune van Albert Callewaert uit 1926. Ze heeft een bakstenen voorgevel in art-deco die ruim 100 meter breed is. Hij is versierd met zeven expressionistische bas-reliëfs van beeldhouwer Oscar De Clerck, die stuk voor stuk de twee disciplines uitbeelden waarin Union Saint Gilloise uitblonk: voetbal en atletiek. De ruimtes onder de tribune hebben diverse figuratieve glas-in-loodramen. Het Club House heeft nog de originele houten lambriseringen.

## Geschiedenis
Door de successen van Union Saint-Gilloise tussen 1904 en 1915, behaald op braakliggende terreinen, besloot de club een eigen stadion te bouwen. Aan de rand van het Dudenpark vond de club in 1914 een overwoekerde moestuin. De grond werd voor dertig jaar gehuurd van de Koninklijke Schenking. De werken begonnen in 1915 maar de eigenlijke bouw kon pas beginnen na de oorlog, toen grondstoffen enorm duur waren. Het werd daarom een noodstadion zonder kleedkamers of ander comfort: spelers kleedden zich om in een oude manège en kwamen door de tribune naar het veld. Op 14 september 1919 werd in dit Stade de la Butte de eerste match gespeeld tegen Milan FC, in aanwezigheid van prins Leopold. Het had een capaciteit van 25.000 toeschouwers en zou het volgende jaar dienst doen als een van de vier voetbalstadions tijdens de Olympische Zomerspelen 1920.
Na de Olympische Spelen besloot de gemeente Vorst om het stadion te onteigenen en op die plaats een nieuw gemeentehuis te bouwen. De Vorstenaren en de supporters van Union reageerden heftig tegen de plannen. Toen de voetbalbond zich bij monde van voorzitter Seeldrayers ook tegen het project kantte, zag de gemeente ervan af. Daarmee was de weg vrij om vanaf 1922 een nieuw stadion te bouwen. De eretribune, naar een ontwerp van de architect Albert Callewaert, werd van 3 mei tot 25 augustus 1926 in een recordtijd gebouwd. De openingsmatch tegen FC Dordrecht vond plaats op 26 augustus 1926 in een modern complex met stadionlampen en een capaciteit van 35.000 plaatsen. Daarmee was het een van de grootste stadions in België.

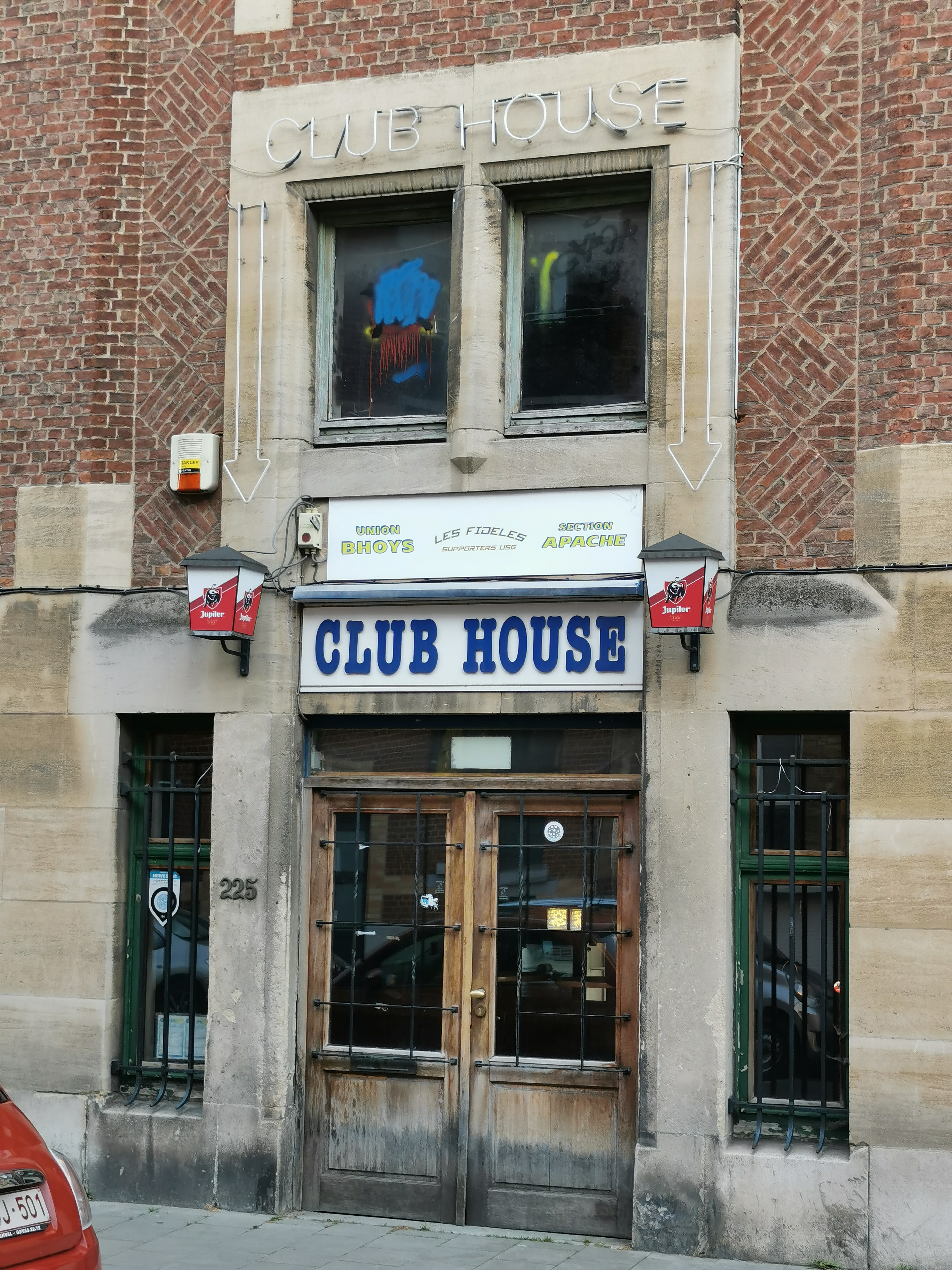
Toegang kantine

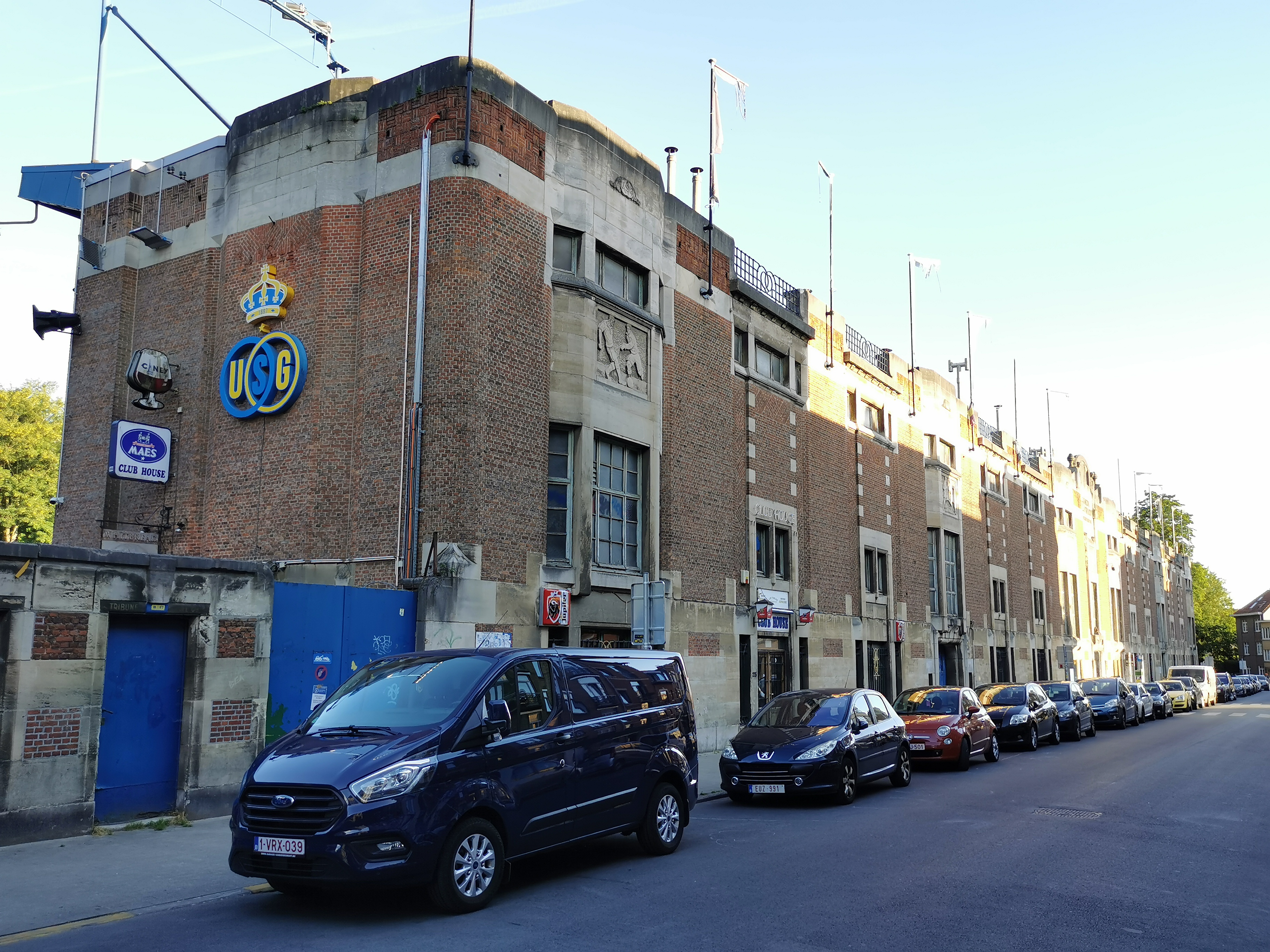
Beschermde hoofdtribune

Op zondag 19 februari 1933, nota bene op de dag van de derby tegen rivaal Daring Club de Bruxelles, overleed de 52-jarige Union-voorzitter uit Duffel, Joseph Marien, aan een hartaanval (de derby was op 21 mei 1933). De club besloot enkele maanden later om het stadion naar hem te vernoemen. Er was ondertussen plaats voor 44.000 toeschouwers.
In 1976 verdween de atletiekpiste en werden de tribunes achter de doelen voor het publiek gesloten. De tribunes waren verzakt en door de teloorgang van Royale Union Saint-Gilloise vanaf de jaren 50, was de publieke belangstelling minder dan voorheen. Een voorzitter die met het verleden wilde breken, sloopte de koninklijke loge en gooide alle bekers in de kelder. De capaciteit van het stadion werd in 2010 teruggebracht tot 5.500 plaatsen. Datzelfde jaar werd de eretribune beschermd als monument.
Om te voldoen aan de voorwaarden van Eerste Klasse B volgde een verbouwing, waardoor Union in de seizoenen 2016-2017 en 2017-2018 uitweek naar het Koning Boudewijnstadion. Door de beschermde status van het Dudenpark waren sommige ingrepen niet toegelaten, zoals een dak boven de openluchttribunes. In 2021 liet CEO Philippe Bormans weten dat de eigenaars van Union de eerste ploeg weg willen uit het Joseph Marienstadion. Gedurende het hele seizoen 2025-26 worden het dak, de art-deco-voorgevel, de ramen, deuren en vlaggenmasten in opdracht van de Brusselse overheidsdienst Urban Brussels gerestaureerd.

## Olympische Spelen 1920
Het Joseph Marienstadion was tijdens de Olympische Spelen van 1920 een van de vier terreinen waar het voetbaltoernooi werd gespeeld. In het stadion, dat toen nog de naam La Butte droeg, werden drie voetbalwedstrijden gespeeld:
| №  | Datum            | Ronde        | Wedstrijd                     | Uitslag | Toeschouwers |
| -- | ---------------- | ------------ | ----------------------------- | ------- | ------------ |
| 1. | 28 augustus 1920 | Eerste Ronde | Nederland – Luxemburg         | 3 – 0   | 3.000        |
| 2. | 28 augustus 1920 | Eerste Ronde | Spanje – Denemarken           | 4 – 0   | 3.000        |
| 3. | 29 augustus 1920 | Kwartfinale  | Tsjecho-Slowakije – Noorwegen | 4 – 0   | 4.000        |